# اشتباه درست است
اشتباه درست است (به انگلیسی: Wrong Is Right) فیلمی محصول سال ۱۹۸۲ و به کارگردانی ریچارد بروکس است. در این فیلم بازیگرانی همچون شان کانری، رابرت کانرد، جورج گریتزارد، هاردی کروگر، ران مودی، لسلی نیلسن، کاترین راس، جان ساکسون، هنری سیلوا، جی. دی اسپاردین، رابرت وبر، رزالیند کش، دین استاکول، جنیفر جیسن لی و میکی جونز ایفای نقش کرده‌اند.